# Hospital de Órbigo (kommunhuvudort)
Hospital de Órbigo är en kommunhuvudort i Spanien.   Den ligger i provinsen Provincia de León och regionen Kastilien och Leon, i den nordvästra delen av landet, 290 km nordväst om huvudstaden Madrid. Hospital de Órbigo ligger 823 meter över havet och antalet invånare är 1 060.
Terrängen runt Hospital de Órbigo är platt. Runt Hospital de Órbigo är det ganska glesbefolkat, med 23 invånare per kvadratkilometer. Närmaste större samhälle är Astorga, 13,9 km väster om Hospital de Órbigo. Trakten runt Hospital de Órbigo består till största delen av jordbruksmark.